# Gymnoamblyopus novaeguineae
Gymnoamblyopus novaeguineae är en fiskart som beskrevs av Murdy och Carl J. Ferraris, Jr. 2003. Gymnoamblyopus novaeguineae ingår i släktet Gymnoamblyopus och familjen smörbultsfiskar. Inga underarter finns listade i Catalogue of Life.